# Плоское (Тернопольский район)
Плоское (укр. Плоске) — село в Козовской поселковой общине Тернопольского района Тернопольской области Украины.
До 2020 года входило в Козовский район.
Код КОАТУУ — 6123087803. Население по переписи 2001 года составляло 28 человек. В 2021 году в селе зарегистрировано 7 человек, проживает всего 4 человека.

## Географическое положение
Село Плоское находится на расстоянии в 1 км от села Весновка.
Рядом проходят автомобильная дорога М-12 (E 50) и
железная дорога, станция Веснивка в 2-х км.

## История
- 1920 год — дата основания.